# Teenage Mutant Ninja Turtles Legends
Teenage Mutant Ninja Turtles Legends — компьютерная ролевая игра, основанная на медиафраншизе «Черепашки-ниндзя», в частности на одноимённом мультсериале 2012 года, которая была разработана и издана компанией Ludia. Релиз игры состоялся 26 мая 2016 года для iOS, Android и Kindle Fire.

## Геймплей
В Legends игроки берут под контроль группу мутантов из франшизы «Черепашки-ниндзя» (в основном персонажей из мультсериала 2012 года, однако в игре присутствуют герои и злодеи из других проектов), для сражения с аналогичными группами по мере прохождения. За каждую победу игрок получает награду либо исходя из алгоритмов игры, либо при помощи вращающегося колеса, который необходимо остановить в определённый момент. Некоторые награды позволят игрокам задействовать и собирать других персонажей для использования в сражениях.

## Сюжет
Крэнг Прайм вернулся с новым грандиозным замыслом по уничтожению Земли, отчего Черепашкам-ниндзя предстоит объединиться с союзниками и врагами, чтобы остановить его.

## Разработка
Ludia заключила партнёрство с Nickelodeon для создания Teenage Mutant Ninja Turtles Legends.

## Критика
На IMDB рейтинг игры составил 7,7 / 10 на основе 12 отзывов пользователей. На сайте GameFAQs Legends имеет 4 балла из 5 на основе 7 отзывов.